# Hermes Fulfilment
Die Hermes Fulfilment GmbH ist ein Logistikunternehmen mit Hauptsitz in Hamburg. Die 2006 gegründete Gesellschaft ist Teil von Hermes Europe und damit eine 100-prozentige Tochter der Otto Group.
In Deutschland und einigen Nachbarländern betreibt die Unternehmensgruppe mehrere Versandzentren und übernimmt die Logistik und Retourenabwicklung für die Handelsmarken der Otto Group (z. B. OTTO, Bonprix, About You und andere). Über die Plattform F2X werden zudem externe Händler an die Marktplätze der Otto Group angeschlossen. Nach Unternehmensangaben sind rund 8000 Mitarbeitende bei Hermes Fulfilment beschäftigt und bewegen jedes Jahr etwa 500 Millionen Teile.

## Geschichte
Die Hamburger Otto Group gründete zum 1. März 2006 die Firma Hermes Warehousing Solutions GmbH (HWS) als 100-prozentige Tochtergesellschaft. Zum Unternehmen zählten damals unter anderem bereits die Standorte Hamburg (seit den 1960er-Jahren) und Haldensleben (seit 1994). Ein Ziel der Unternehmensgründung war die Erweiterung und Bündelung von Dienstleistungen wie der Beschaffungs- und Distributionslogistik und solche der Lagerhaltung (Warehousing) unter einem Dach. Seit dem 1. Oktober 2009 firmiert das Unternehmen als Hermes Fulfilment GmbH. Es wurde damit in eine neue Firmenstruktur integriert und Hermes Europe zugeordnet, einer Service-Holding, die das europäische Geschäft von Hermes koordiniert.
Die Fulfilment-Leistungen wurden jahrelang auch für nationale und internationale Kunden außerhalb der Otto Group angeboten. Zu den Kunden zählten vor allem Unternehmen der Konsumgüterindustrie. 2018 entschied das Unternehmen, seine Dienstleistungen nur noch für die Handelsmarken der Otto Group zur Verfügung zu stellen und das Geschäft mit Drittkunden zu beenden.
Im Hamburger Stadtteil Bramfeld befand sich seit den 1960er-Jahren auch ein Retourenbetrieb, der als größter Europas galt. Der Betrieb wurde zum 31. August 2021 geschlossen und 840 Mitarbeiter verloren ihren Job. Die Otto Group begründete die Schließung mit fehlender Rentabilität. Die Retouren werden seither über den Standort Pilsen in Tschechien logistisch abgewickelt. Unter anderem die Gewerkschaft ver.di und andere Organisationen kritisierten die Entscheidung.

## Standorte und Unternehmensstruktur

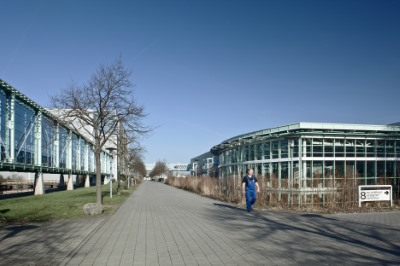
Versandzentrum in Haldensleben

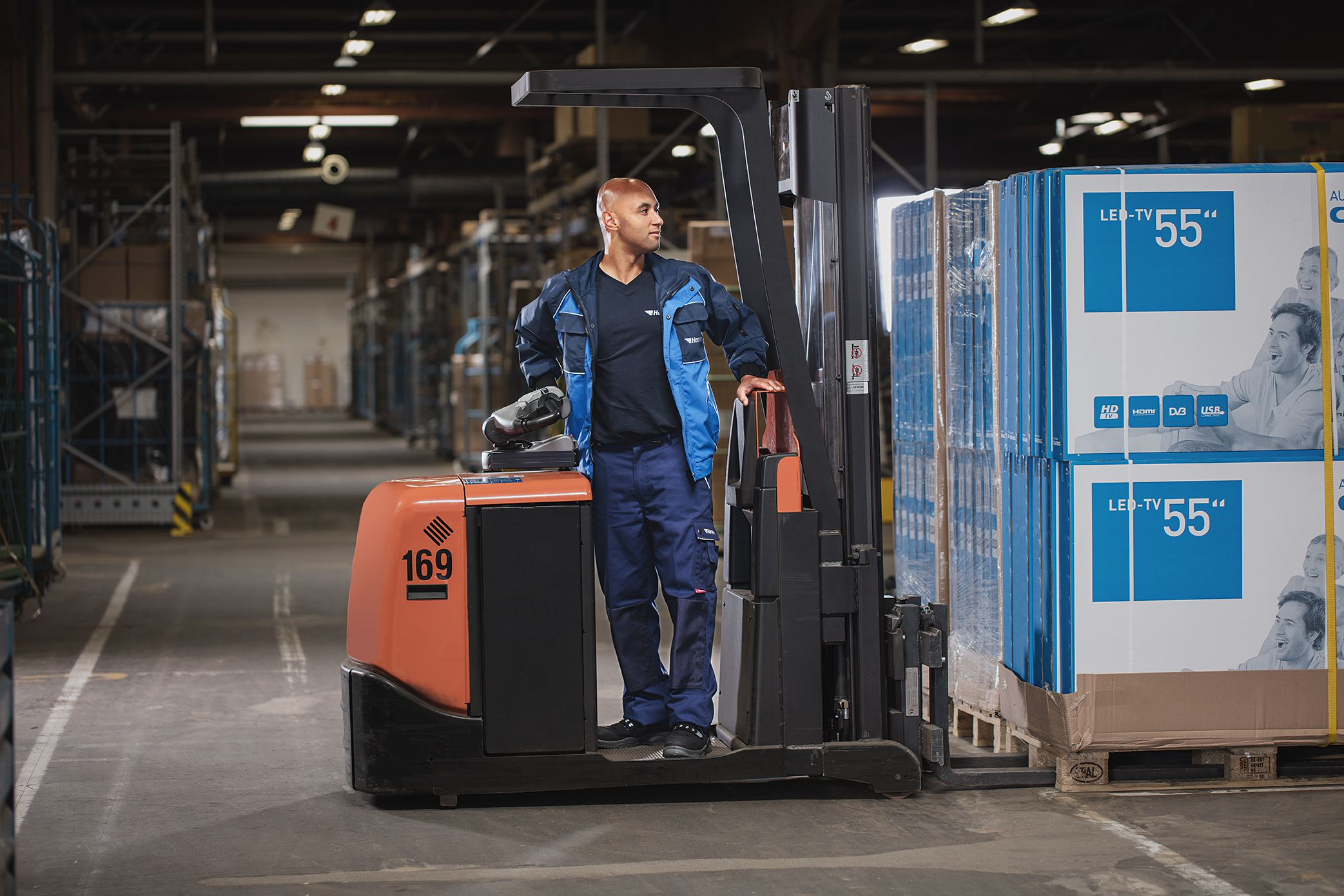
Logistikzentrum in Löhne

Der Hauptsitz aller kaufmännischen Bereiche mit knapp 200 Mitarbeitenden ist Teil des Otto Campus im Hamburger Stadtteil Bramfeld. Mit der Hermes Fulfilment Tech Solutions GmbH besteht seit 2022 eine Tochtergesellschaft, die sich um IT-Lösungen wie etwa ein eigenes Lagerverwaltungssystem kümmert.
Der größte Logistikstandort der Hermes Fulfilment befindet sich in Haldensleben (Sachsen-Anhalt) mit über 3.600 Mitarbeitenden. Spezialisiert ist der Standort auf das kleinvolumige Sortiment, vor allem Bekleidung. In Haldensleben betreibt Hermes Fulfilment zwei Versandzentren, eines an der Hamburger Straße und ein weiteres am Südhafen. Die Anlage an der Hamburger Straße auf einem 54 Hektar großen Grundstück gilt als eines der größten Versandzentren Europas. Zu den Hauptkunden zählt unter anderem Bonprix. Die Otto Group ist seit 1994 vor Ort, seither ist der Standort Haldensleben in mehreren Stufen ausgebaut worden.
In Ohrdruf (Thüringen) existiert seit 1993 ein weiterer Standort. Auf einer Nutzfläche von zusammen 90.000 Quadratmetern werden Artikel bis zu einem Gewicht von 31,5 Kilogramm gelagert, kommissioniert und versandfertig gemacht. Hierbei handelt es sich vor allem um Elektrogeräte, Baumarktartikel, Kleinmöbel und Unterhaltungselektronik. 2022 wurde im Erfurter Stadtteil Stotternheim ein neues 50.000 Quadratmeter großes Außenlager speziell für Teppiche errichtet.
Der Standort in Löhne (Nordrhein-Westfalen) konzentriert sich auf die Logistik von Großstücken, die schwerer sind als 31,5 Kilogramm. Dazu gehören Möbel, Haushalts- und Elektrogeräte. Mitte 2016 eröffnete in Löhne ein neues Logistikzentrum mit einer Bruttogrundfläche von circa 100.000 Quadratmetern, es bündelte den Großteil der zuvor in der Region verteilten Betriebsstätten. Betreiber sind Hermes Fulfilment und die Schwestergesellschaft Hermes Einrichtungs Service (HES).
Ebenfalls auf Großgeräte und Möbel spezialisiert ist ein weiteres Logistikzentrum in Ansbach (Bayern), das 2020 eröffnet wurde. Zur weiteren Kapazitätssteigerung für Löhne und Ansbach wurden bisher sechs zusätzliche Außenlager eröffnet (u. a. in Freystadt (Bayern)). Das Logistikzentrum in Langenselbold (Hessen) war bisher ein Multifunktionsstandort und konzentriert sich nun ebenfalls auf das Ein-Mann-Handling-Geschäft (Waren bis 31,5 Kilogramm) von OTTO.
Hinzu kommt seit 2022 ein gemeinsamer Standort des Joint Ventures Baur Hermes Fulfilment in Altenkunstadt (Bayern) für den Mode-Anbieter About You. Ausländische Standorte gibt es über die KS-Europe in Pilsen (Tschechien) mit zwei Logistikbetrieben und einen weiteren Retourenbetrieb in Otelfingen (Schweiz). Zwei Jahre nach Inbetriebnahme wurde der Standort in Altenkunstadt um ein 16.000 Quadratmeter großes Shuttlelager ergänzt.
Im August 2023 übernahm Hermes Fulfilment von Bonprix ein Versandzentrum im norditalienischen Valdengo, insbesondere für die Abwicklung von kleinvolumigem Sortiment.
Zwei weitere Betriebe wurden in Iłowa (Polen) geplant, darunter ein im Januar 2023 eröffneter Retourenbetrieb sowie ein Versandzentrum, das Ende 2024 eröffnet wurde und in dem mit 1.900 Mitarbeitenden in neun Hallen Ware von OTTO abgewickelt wird. Am 1. März 2025 übernahm Hermes Fulfilment in Polen den Retourenbetrieb von Bonprix in Łódź.
Ebenfalls 2023 wurde die Hermes Fulfilment Tech Solutions gegründet. Diese betreibt die Plattform F2X, durch welche externe Händler an die Marktplätze der Otto Group angeschlossen werden. F2X soll es Kunden ermöglichen, die gesamte Lieferkette der Otto Group zu nutzen. Diese umfasst die Bereiche Beschaffung, internationalen Transport, Verzollung sowie die Auslieferung von Paketen und Großsendungen für verschiedene Produkte wie Bekleidung oder Elektrogeräte.
Seit September 2023 bestehen strategische Partnerschaften mit Boston Dynamics und Covariant, Unternehmen aus den Bereichen mobile Robotik und Künstliche Intelligenz. Im Rahmen der Partnerschaft sollen die Logistikabläufe der Otto Group, beginnend bei Hermes Fulfilment, durch den Einsatz verschiedener Roboter automatisiert werden. Eingeführt wurden diese am Standort in Haldensleben. Die mobilen Roboter namens Spot übernehmen Inspektions- und Wartungsarbeiten. Der Roboter Stretch soll die Entladung von Containern und Wechselbrücken übernehmen. Weiterhin wird ein Pickroboter der Firma Covariant getestet; ein Greifarm, welcher Kommissionierprozesse beschleunigen soll.
Zum 1. März 2024 übernahm Hermes Fulfilment den ehemaligen Standort der myToys Logistik GmbH im südhessischen Gernsheim. Von dort aus werden seitdem Logistikdienstleistungen für Kunden, die über die Plattform F2X an die Marktplätze der Otto Group angebunden wurden, angeboten.

## Dienstleistungen
Die Hermes Fulfilment GmbH übernimmt für die Handelsunternehmen der Otto Group die Fulfilment-Leistungen, also Prozesse, die nach Vertragsabschluss mit der Erfüllung zugesagter Leistungen zusammenhängen. Darunter sind alle Schritte der Versand-Prozesskette ab dem Zeitpunkt der Kundenbestellung zu verstehen, wie Lagerhaltung (Warehousing), Kommissionierung und Versand bis hin zur Retourenabwicklung.
Zwischenzeitlich bot das Unternehmen seine Warehousing- und Retourendienstleistungen allein für Handelsmarken innerhalb der Otto Group an, dazu gehören zum Beispiel Baur, OTTO, About You, Bonprix, myToys und Sheego.
Weiterhin betreibt Hermes Fulfilment die Plattform F2X, über die externe Händler an die Marktplätze der Otto Group angebunden und deren Waren gelagert, verpackt und versendet werden.

## Auszeichnungen
2013 verlieh der Verein Deutscher Ingenieure (VDI) seinen Innovationspreis Logistik an Hermes Fulfilment. Das Logistikunternehmen erhielt die Auszeichnung für sein automatisches Retourenlager am Standort Haldensleben, dessen Automatisierungsgrad und Wartungskonzept die Jury überzeugten. Technisches Herzstück ist ein Shuttle-System, das von der Knapp AG entwickelt wurde.
Für das Engagement bei der Integration von Flüchtlingen am Standort Haldensleben wurde Hermes Fulfilment 2016 mit dem Integrationspreis des Landes Sachsen-Anhalt ausgezeichnet.